# Ivo di Ramsey
Ivo di Ramsey, o anche Ivo di Huntingdonshire (Persia, VI secolo – St Ives, VII secolo), è stato un vescovo di origine persiana, trasferitosi in Inghilterra per vivere da eremita; è celebrato come santo dalla Chiesa cattolica, dalle Chiese ortodosse e dalla Comunione anglicana. La sua storicità tuttavia non è provata.

## Agiografia
Era originario della Persia, appartenente ad una nobile famiglia; divenuto vescovo, si dedicò ad una predicazione itinerante, prima nell'Asia Minore e nell'Illiria. Passò per Roma e da lì giunse in Francia dove ricevette onori dal re, dai nobili e dal popolo. Ma Ivo rifiutò tutto questo e andò con tre compagni in Inghilterra, dove lavorò fruttuosamente per parecchi anni nella Mercia, fissando infine la sua residenza nella città di Slepe (St-Yves) a tre miglia da Huntendun, dove dopo svariati anni di apostolato fra quelle popolazioni, morì agli inizi del VII secolo. 

## Culto

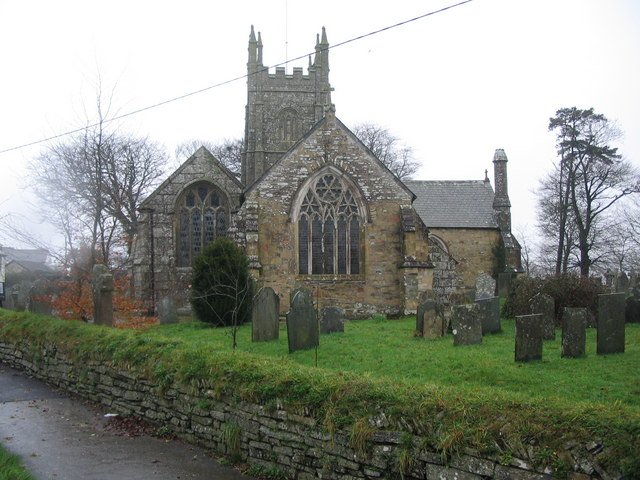
La chiesa dedicata a Sant'Ivo in Cornovaglia.

La scoperta dei resti mortali del vescovo fu citata per la prima volta brevemente nella Cronaca Chronicon ex chronicis di Giovanni di Worcester. .
Le sue spoglie mortali furono scoperte nel 1001 presso Slepe nelle terre dell'abbazia benedettina di Ramsey e che vennero ritenute quelle di un vescovo persiano che si era trasferito in Inghilterra per darsi alla vita di eremita. 
Una rappresentazione dettagliata può essere letta nell'opera agiografica di Gozzelino di San Bertino († verso il 1107) scritta durante il suo soggiorno a Ramsey, prima di trasferirsi nell'Abbazia di Sant'Agostino a Canterbury. Secondo la descrizione di Gozzelino, un aratore in servizio presso l'Abbazia di Ramsey scoprì in un campo presso Slepe i resti di quattro persone, una delle quali portava le insegne episcopali. Sant'Ivo apparì all'aratore in numerose visioni, che lo obbligarono a rivelare la scoperta all'amministratore dell'Abbazia. Questi all'inizio non prese sul serio la notizia, finché anche a lui non comparve il santo. Appena la comunità monastica ne fu informata, si rallegrò molto per la scoperta e traslò i resti nell'Abbazia.
Subito dopo venne fatta erigere una chiesa nelle vicinanze del luogo di ritrovamento da parte di Eadnoth, a quel tempo abate di Ramsey.
Grazie al sostegno finanziario del conte Adelmus, nel 1017 la chiesa si costituì come priorato dipendente dai benedettini. 
Il confinante luogo, sede di mercato, in occasione del ritrovamento dei resti venne rinominato Sant'Ivo. 
Il culto di Ivo si diffuse anche nella regione. Così è stata documentata la celebrazione della sua ricorrenza nel XII secolo preso la Cattedrale di San Pietro ad Exeter. Il comune di Sant'Ivo e la sua chiesa parrocchiale furono a lui dedicati.Nel XIV secolo comparve un riassunto della sua agiografia ad opera di Giovanni di Tynemouth.
Nel testo del XV secolo The Vision of William of Stranton (La visione di Guglielmo di Stranton), nella redazione del manoscritto Royal 17 B xliii il protagonista viene accompagnato, nella sua strada lungo il Purgatorio, da due angeli fra i quali anche Seint Ive, my suster, þat woned in Quitike. Dopo numerose ricerche questo passo viene considerato un riferimento alla vicina località di Quethiock e con questa anche a sant'Ivo.
La Memoria liturgica di Sant'Ivo e fissata al 24 aprile.
Il paese di St Ives nel Cambridgeshire prende il nome da questo santo.